# Поньо от скалата край морето
„Поньо от скалата край морето“ е японски аниме фентъзи филм на Хаяо Миадзаки от Студио Гибли. Филмът за първи път излиза в Япония на 19 юли 2008 г.
Режисьорът Хаяо Миадзаки споделя, че идеята за „Поньо от скалата край морето“ е дошла от класическата приказка на Андерсен „Малката русалка“.

## Сюжет
Брунхилде е малко момиченце-рибка, което живее заедно с баща си Фуджимото – получовек-полумагьосник.
Сосуке живее в отдалечена къща на една скала, до морето. Намира Брунхилде и се заиграва с нея, давайки ѝ името Поньо. Тя се превръща в момиченце и двамата имат чудно време заедно в игри. Това приятелство е толкова силно, че Поньо не иска повече да се връща в тялото си на рибка. Това натъжава баща ѝ, който прави опит да си я върне. В крайна сметка любовта надделява и Поньо и Сосуке остават завинаги заедно.

## Персонажи
- Поньо
- Брунхилде
- Фуджимото
- Лиза
- Сосуке

## Музиката
Музиката във филма е на японския композитор Джо Хисаиши.